# Cany-Barville
Cany-Barville è un comune francese di 3 150 abitanti situato nel dipartimento della Senna Marittima nella regione della Normandia.

## Monumenti e luoghi d'interesse
- Il Castello di Cany edificato tra il 1640 e il 1646.

## Società

### Evoluzione demografica
Abitanti censiti